# Vasili Vladimirov
Vasili Sergheievici Vladimirov (n. 23 ianuarie 1923, în satul Dyaglevo, districtul Volkov - d. 3 noiembrie 2012) a fost un matematician rus. 
Era fiul unui țăran decedat în decursul celui de-al Doilea Război Mondial. A devenit membru al Partidului Comunist al Uniunii Sovietice în 1944. 
A participat la lucrările legate de bomba atomică sovietică. 
Vladimirov era membru al Academiei de Științe din 1970, fiind decorat cu Premiul Stalin în 1953.

## Opere
- Ecuatiile fizicii matematice